# 東京ヤクルトスワローズ (ファーム)
東京ヤクルトスワローズ（とうきょうヤクルトスワローズ、Tokyo Yakult Swallows）のファームは、日本のプロ野球球団・東京ヤクルトスワローズの下部組織として設置されているファームチームである。イースタン・リーグの球団のひとつ。

## 歴史・概要
1950年、国鉄スワローズの一軍と同時に創設。同年11月に開催されたプロ野球二軍選手権にも参加している。
1954年にセントラル・リーグ加盟球団の二軍により結成された新日本リーグへの参加に際し、それぞれ一軍と異なる球団名と本拠地を設定することになったため国鉄フレッシュスワローズに改称、埼玉県大宮市（現さいたま市）を本拠地とする。その際、球団事務所が国鉄大宮工場（現JR東日本・大宮総合車両センター）に置かれた。
新日本リーグは1955年に中断し、同年にイースタン・リーグ（第1期）が創設されるがリーグ運営の方針が定まらなかったこともあり、長期の中断を挟み1961年にようやくイースタン・リーグ（第2期）が再開。その際に球団名を創設時の国鉄スワローズへ戻している。
1965年途中、球団はフジサンケイグループへ売却されサンケイスワローズに改称。翌年よりサンケイアトムズとなり、1968年より京浜急行電鉄が保有する京浜急行武山球場を本拠地とする。1969年、ヤクルト本社が資本参加し企業名を外したアトムズを球団名とするが、1969年にフジサンケイグループが経営から撤退しヤクルトアトムズに。1974年には9年ぶりに「スワローズ」の名称を復活させヤクルトスワローズとなった。
1976年を以て武山球場を京浜急行側へ返還したことに伴い、1977年にヤクルト本社が社員の福利厚生用として借り上げていた埼玉県戸田市の敷地にヤクルト戸田球場を開設・移転。
2006年より一軍が球団名に「東京」を冠したことに伴い東京ヤクルトスワローズとなり、現在に至る。

## 沿革
- 1950年 国鉄スワローズ二軍として創設
- 1954年 新日本リーグに参加、国鉄フレッシュスワローズに改称し埼玉県大宮市を本拠とする
- 1955年 イースタン・リーグ（第1期）に参加、2位でリーグ戦を終える
- 1961年 イースタン・リーグ（第2期）再開、球団名を国鉄スワローズに戻す
- 1965年 シーズン途中よりサンケイスワローズに改称
- 1966年 サンケイアトムズに改称
- 1968年 京浜急行武山球場に本拠地を移転
- 1969年 ヤクルト本社の資本参加により企業名を外したアトムズに改称
- 1970年 フジサンケイグループの経営撤退によりヤクルトアトムズに改称
- 1974年 ヤクルトスワローズに改称
- 1977年 ヤクルト戸田球場へ本拠地を移転
- 2005年 この年より社会人大会に出場（後述）
- 2006年 東京ヤクルトスワローズに改称

## 本拠地
1977年より埼玉県戸田市のヤクルト戸田球場を本拠地としている。一軍本拠地球場の神宮球場では、年間1～2試合公式戦が行われることもある。

### 過去の本拠地
- 1954年 - 1967年 埼玉県営大宮公園野球場（埼玉県大宮市（現さいたま市））
- 1968年 - 1976年 京浜急行武山球場[注 2]（神奈川県横須賀市）

### 茨城県守谷市への移転構想について
戸田球場や選手寮などの施設老朽化を受けて、2026年頃を目処に茨城県守谷市に移転することでヤクルト球団が同市などとの協議を開始したことを2022年4月15日に発表した。
今回の守谷市への本拠地移転に際しては、新たにスワローズ2軍が主に専用で使用するメイン・サブの2つの球場、室内練習場、および選手寮とクラブハウスを建設する構想である。守谷市は東京都内から約40㎞の圏内にあり、首都圏新都市鉄道つくばエクスプレスの秋葉原駅から守谷駅までは、最も速達の電車で32分で結ばれているほか、2027年の球場開きの前後には、常磐自動車道守谷サービスエリアをスマートインターチェンジへ改修させる構想があるとされている。また今回の移転の背景として、戸田球場が荒川の河川敷のそばにあるため、2019年10月に起こった台風19号（令和元年東日本台風）において球場が増水被害により水没してしまったことや、スタンドも鉄骨製・仮設による小規模のものしか作れず、ほとんどは3塁側にある土手からの観戦をする状況であることから、「土地的にもこれ以上の拡張はできないと判断した」として、2019年の台風19号被害の際に具体的な移転先を探していたとヤクルト球団専務の江端は語っている。
また、プロ野球地域保護権の関係で、戸田市の属する埼玉県内でスワローズが主催・主管するイベントを行う場合は、同県をフランチャイズとしている埼玉西武ライオンズの許諾を得る必要があったが、茨城県は第3地（どの球団の本拠地に該当しない地域）であることから「積極的に野球振興に力を入れられる」としている。
2023年6月、新球場については、常総運動公園の近接地に実質的に敷地を拡大させる形で、守谷市総合運動公園（仮称）として整備し、ヤクルトファーム専用球場2面の他、地元市民や学生などアマチュア野球などにも開放することを目的にした市民球場や球技場などの建設を計画していることを明らかにした。
同年11月10日、茨城県庁でヤクルトのファーム施設移転に基本協定締結式が、ヤクルト本社、球団、茨城県、守谷市の関係者が出席して行われる。これにより、スワローズのファーム施設は2027年シーズンからの守谷市への移転を目指すことになる。

## 歴代監督
- 1954年 - 1956年 ： 森谷良平
- 1957年 - 1958年 ： 宇佐美一夫
- 1968年 - 1975年 ： 田口周
- 1976年 - 1981年 ： 小森光生
- 1982年開幕から途中まで・1983年 - 1986年 ： 内藤博文
- 1982年途中 - 閉幕まで ： 小川善治
- 1987年 - 1988年 ： 根来広光
- 1989年 - 1993年 ： 福富邦夫
- 1994年 ： 松井優典
- 1995年 - 1996年 ： 若松勉
- 1997年 - 1998年 ： 八重樫幸雄
- 1999年 - 2007年 ： 小川淳司
- 2008年 - 2010年 ： 猿渡寛茂
- 2011年 - 2013年： 真中満
- 2014年 - 2015年： 伊東昭光
- 2016年 ： 宮本賢治
- 2017年 - 2019年： 高津臣吾
- 2020年 - ： 池山隆寛

## ファーム日本選手権成績
| 年度   | 勝利チーム               | スコア | 敗戦チーム             |
| ------ | ------------------------ | ------ | ---------------------- |
| 1998年 | ヤクルトスワローズ       | 4 - 1  | 阪神タイガース         |
| 2008年 | 福岡ソフトバンクホークス | 5 - 1  | 東京ヤクルトスワローズ |
| 2013年 | 福岡ソフトバンクホークス | 4 - 3  | 東京ヤクルトスワローズ |

## 社会人野球大会出場
2005年、スワローズの2軍は社会人野球の公式戦の一つ「JABA日立市長杯争奪大会」に初出場した。社会人野球の大会にプロの2軍チームが出場するのは広島東洋カープがJABA広島大会に2002年から毎年恒常的に参加しているのと、2003年に福岡ダイエーホークスが1年限りでJABA九州大会に参加したが、それに次ぐ3例目である。チームは同年4月の大会で沖縄電力、明治安田生命、日立製作所と4チームによる総当り方式の予選リーグ戦を行ったが、1勝1敗1分けの成績で予選通過はならなかった。
2006年、スワローズ2軍は再び日立大会に参加。予選リーグではJR東日本東北、東京ガス、住友金属鹿島と同ブロックに振り分けられ、2勝1敗のブロック1位で予選を突破。決勝トーナメントに進出したが、同大会で優勝した富士重工業に1-6で完敗し、またも優勝を逃している。
2008年、2年ぶりに日立大会に参戦。予選リーグ初戦で鷺宮製作所に敗れるも、東海理化、日立製作所に連勝してブロック1位として決勝トーナメントに進出した。準決勝では日本通運と対戦したが、タイブレークが適用される延長戦で敗れて4強に終わっている。
2009年、予選リーグ初戦で住友金属鹿島に完敗したが、その後TDK、三菱重工横浜を零封し、ワイルドカード（予選リーグ2位チームのうち最高成績）で決勝トーナメントに進出した。準決勝では富士重工業に1-5で敗れ、参加した3大会連続で4強に終わった。
2010年、予選リーグでJR東日本東北、三菱自動車岡崎、東京ガスに3連勝し、大会出場5回目にして初めて予選リーグ全勝の成績を残したが、リーグ中雨天で2日順延となったことから、決勝トーナメントとイースタンリーグ公式戦の日程が重複した。スワローズは決勝トーナメント出場権を辞退し、予選リーグ2位の三菱自動車岡崎が決勝トーナメントに進出した。